# Jeffrey Mathebula
Jeffrey Mathebula (* 22. Juni 1979 in Malamulele, Südafrika) ist ein südafrikanischer Boxer im Superbantamgewicht. Er wird von Branco Milenkovic promotet und von Nick Durandt trainiert.

## Profi
Am 27. Februar im Jahre 2001 gab er erfolgreich sein Profidebüt. Am 24. März des Jahres 2012 wurde er Weltmeister der IBF, als er Takalani Ndlovu durch geteilte Punktrichterentscheidung bezwang. Diesen Gürtel verlor allerdings im Juli desselben Jahres in der Titelvereinigung an den WBO-Champion Nonito Donaire durch einstimmigen Beschluss.